# Museum zur Vorgeschichte des Films

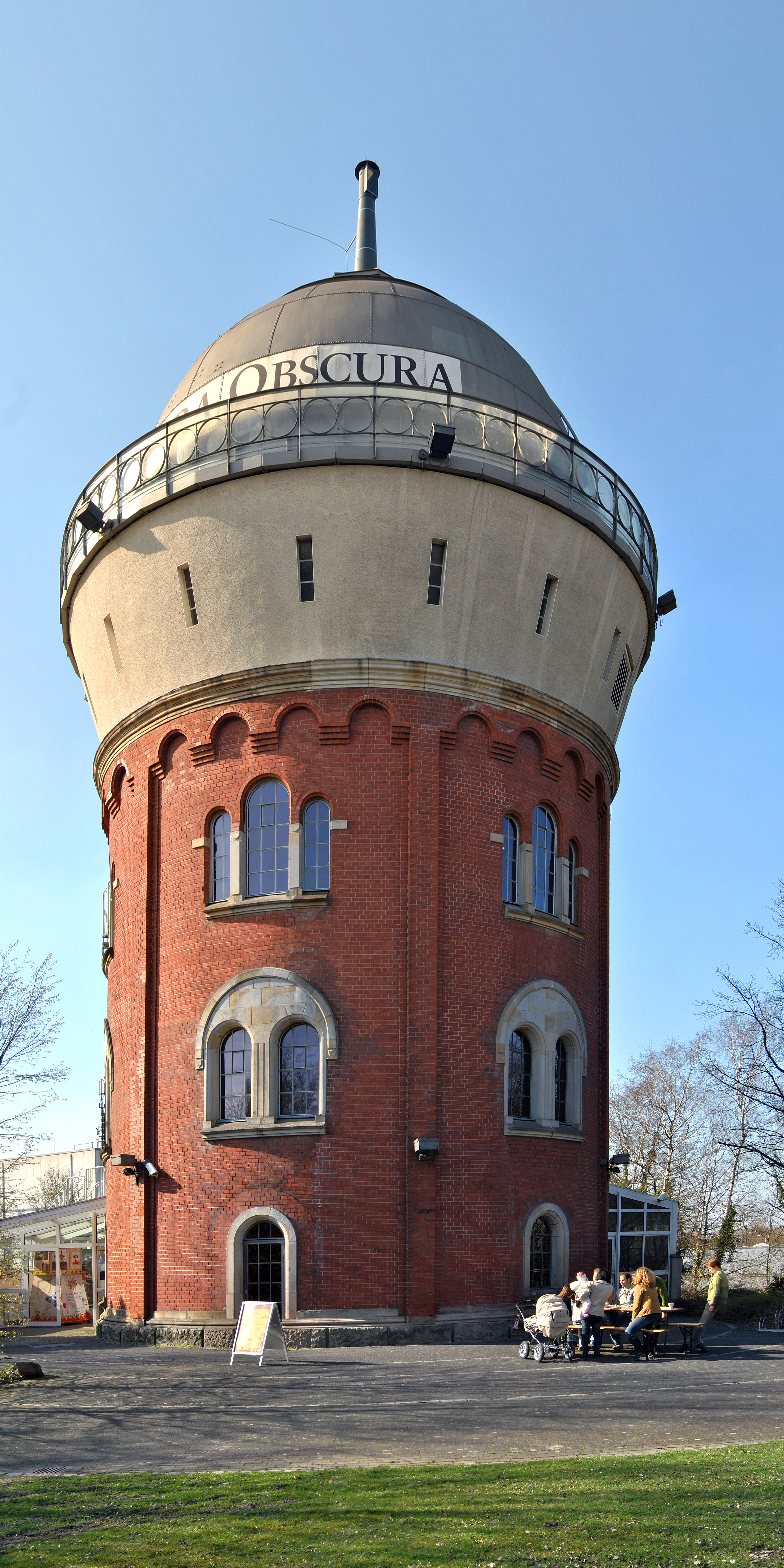
Museum im Wasserturm Mülheim (März 2011)

Das Museum zur Vorgeschichte des Films ist eine ständige Ausstellung über die Entwicklung der bewegten Bilder vor der Erfindung der Kinematographie. Gemeinsam mit der weltweit größten begehbaren Camera Obscura ist das Museum in einem 25,5 m hohen Wasserturm im Mülheimer Stadtteil Broich untergebracht. Der ehemalige Wasserturm ist zusammen mit dem benachbarten Ringlokschuppen Teil der Route der Industriekultur.

## Wasserturm

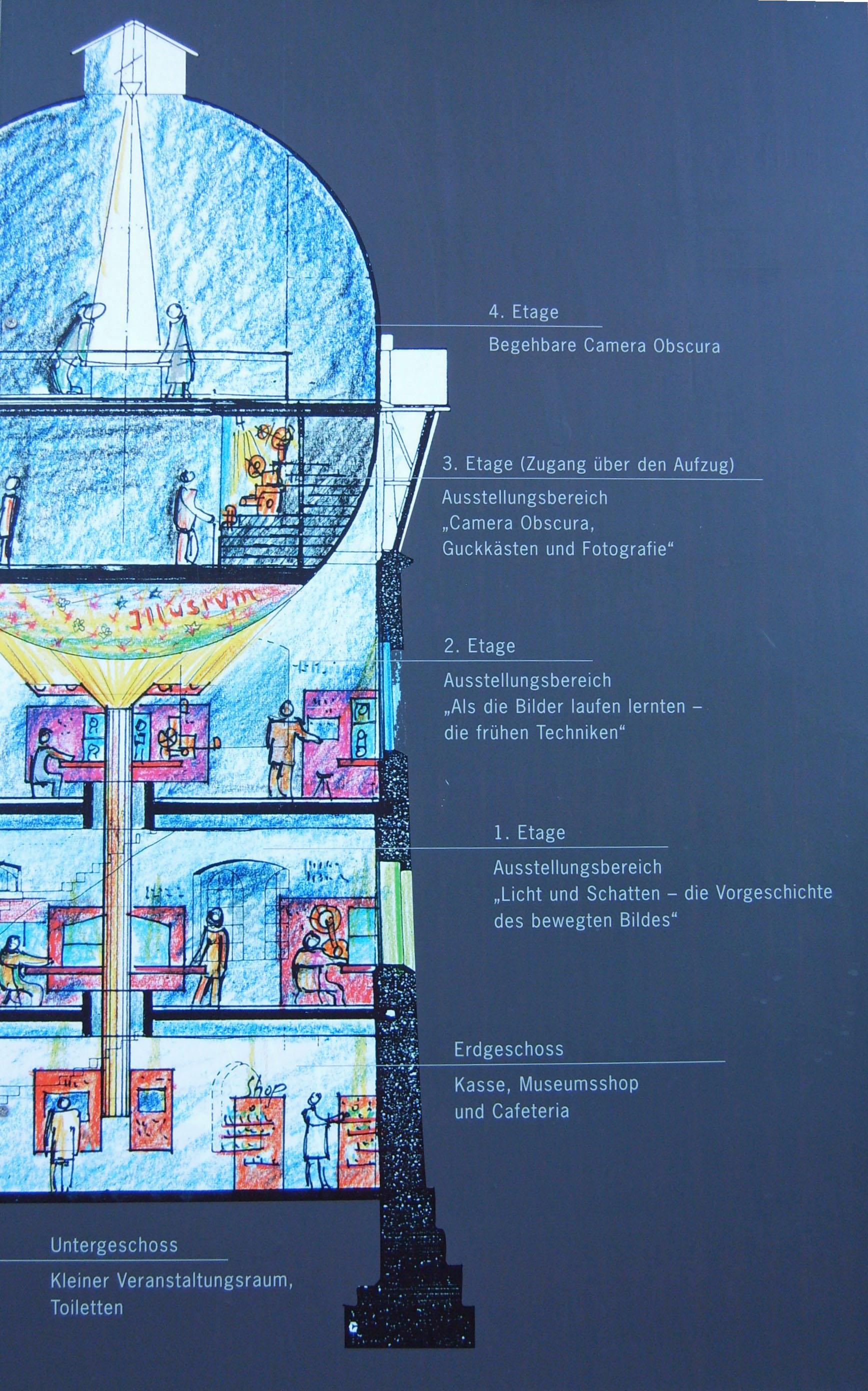
Darstellung Camera obscura und Museum

Der Wasserturm wurde 1904 am Rande der Eisenbahn-Hauptwerkstatt (des späteren Reichsbahn-Ausbesserungswerkes) Mülheim-Speldorf zur Versorgung der Lokomotiven im nahen Ringlokschuppen und auf der Unteren Ruhrtalbahn errichtet. Die Drehscheibe des Ringlokschuppens und weitere Gebäude des RAW's wurden 1943 bei einem Fliegerangriff zerstört, doch der Wasserturm blieb unbeschädigt. Der Wasserbehälter ist ein gedeckter Barkhausenbehälter des Unternehmens Aug. Klönne, Dortmund. 

## Camera Obscura

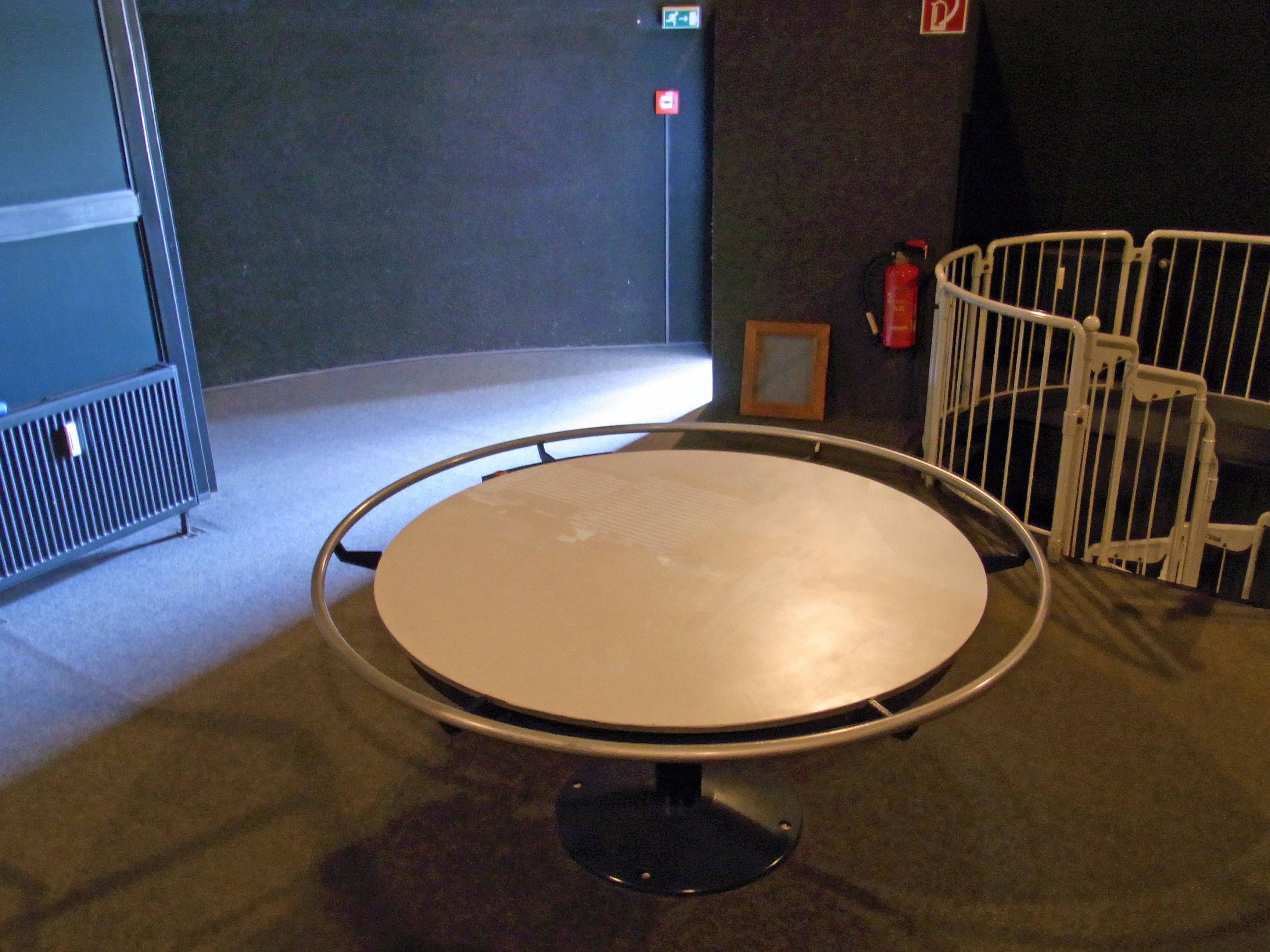
Die Camera obscura im Museum.

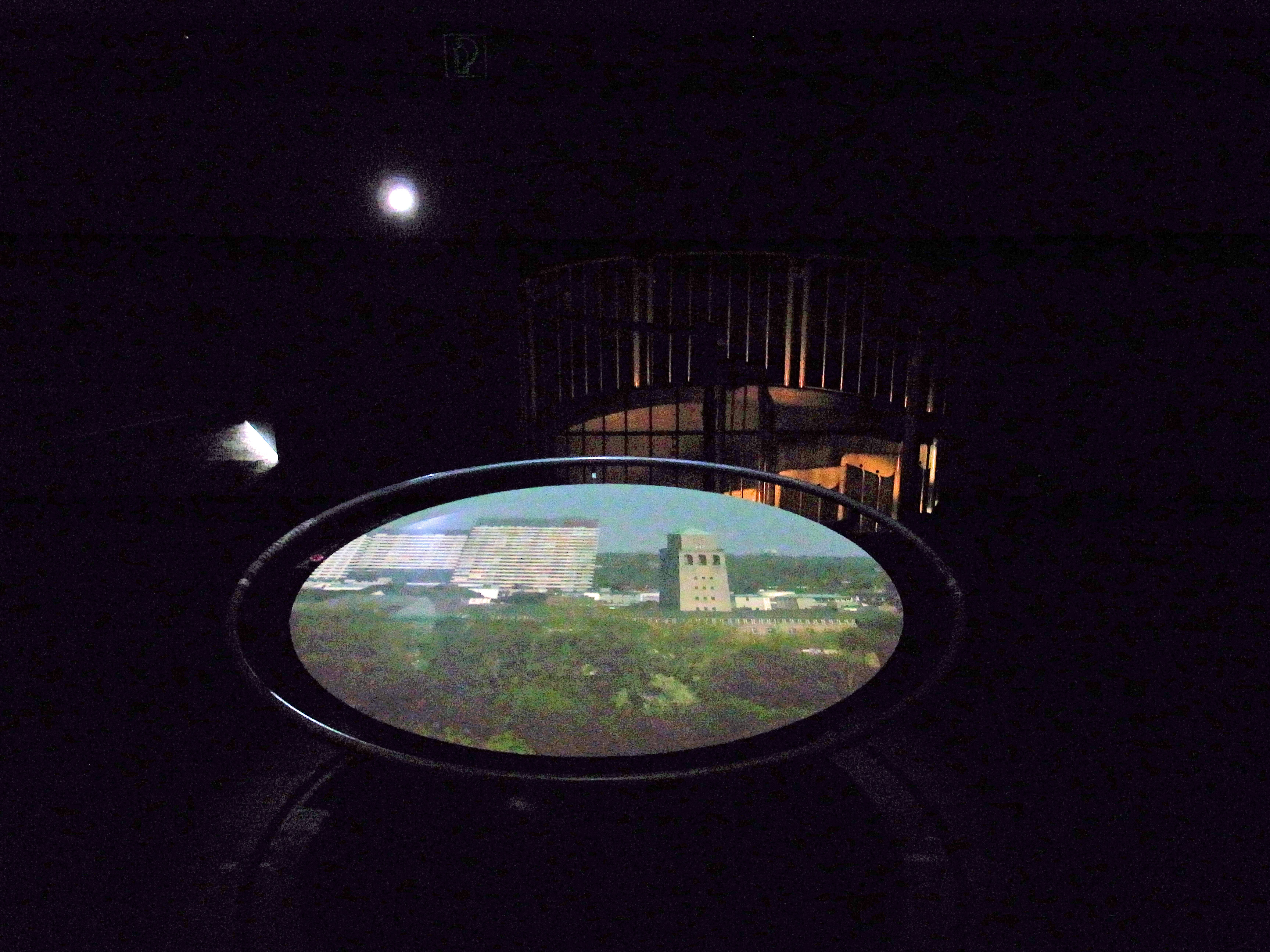
Erzeugtes Bild

Im Wasserbehälter wurde zur Landesgartenschau „MüGa“ 1992 nach einer Idee von Werner Nekes die größte begehbare Camera Obscura der Welt installiert. Die Technik stammt von der Firma Carl Zeiss Jena; finanziert wurde das 250.000 € teure Projekt komplett über Spenden.
Mit der Camera Obscura ist ein 360°-Rundumblick über die Stadt möglich. Auf dem Projektionstisch können alle Objekte in einer Entfernung von 13 m bis zum Horizont scharf abgebildet werden.
- Die Optik besteht aus einem drehbaren Kopf mit kippbarem Spiegel und Objektiv.
- Der Spiegel hat einen freien Durchmesser von 300 mm.
- Das Objektiv ist ein fokussierbares dreilinsiges System mit einer Öffnung von 144 mm und einem Öffnungsverhältnis 1:65.
- Der Abstand vom Objektiv bis zum Projektionstisch (Schnittweite) beträgt ca. 10 m.
- Objekt- und Bildwinkel betragen jeweils 8°.

## Museum zur Vorgeschichte des Films
Nachdem der Wasserbehälter 1992 seine neue Nutzung als begehbare Lochkamera erhalten hatte, standen der eigentliche Turm und sein Fundament nach kurzfristiger gastronomischer Nutzung leer und drohten ins Abseits zu geraten. Erst 2005 waren genügend Gelder vorhanden, um die Neugestaltung des Turminnenlebens und den Ausbau zu einem Museum zu beginnen. Das Ausstellungskonzept wurde maßgeblich durch den Architekten Hans-Hermann Hofstadt geplant, die Eröffnung des Museums erfolgte im September 2006. Die inhaltliche Planung wurde vom Kunsthistoriker und Museumsleiter Tobias Kaufhold in Absprache mit dem Sammler KH. W. Steckelings erarbeitet.
Auf den drei Etagen unterhalb des Wasserbehälters sind über 1100 Exponate aus der Sammlung des Wuppertaler Fotografen und Kunstsammlers KH. W. Steckelings ausgestellt. Aus der Zeit zwischen 1750 und 1930 dokumentieren diese die technische Entwicklung vor der Erfindung der Kinematographie, also „wie die Bilder laufen lernten“. Zum Ausstellungsumfang zählen Kaleidoskope, Laternae Magicae sowie Guck- und andere „Zauberkästen“, welche die Epoche vor der Erfindung von Film und Fotografie erlebbar machen.
Das Museum ist in den Wintermonaten geschlossen.